# Pietro Salati

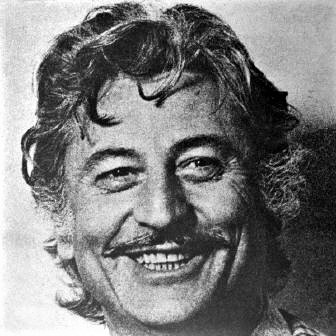
Pietro Salati

Pietro Salati (* 10. März 1920 in Lugano; † 2. August 1975 in Mareny Blau, Sueca) war ein schweizerisch-italienischer Maler, Schriftsteller und Lehrer, Direktor des Centro scolastico per le industrie artistiche (CSIA).

## Leben
Ursprünglich von Caneggio, absolvierte er seine künstlerische Ausbildung bei Pio Semeghini, Marino Marini und Raffaele De Grada am Istituto Superiore di Arti Grafiche in Monza und schloss sie 1939 ab. Einige Jahre lang war er Redakteur der Zeitung Libera Stampa. Später veröffentlichte er Bücher über Poesie, Reisen und die Erforschung und Dokumentation des künstlerischen und handwerklichen Erbes des Kanton Tessins, wofür er 1960 den Schillerpreis erhielt. Gleichzeitig wurde er mit verschiedenen Aufträgen betraut, unter anderem 1956 mit dem Fresko im Treppenhaus des Regierungsgebäudes von Bellinzona. Er erhielt zahlreiche Auszeichnungen und gewann mehrere Wettbewerbe, wie zum Beispiel 1941 den ersten Preis für das Mosaik in der Kantonsbibliothek Lugano. Zahlreiche Einzel-, Gruppen- und Kollektivausstellungen in der Schweiz und in Italien haben ihn erfolgreich beschäftigt. Ohne die Malerei jemals aufzugeben, gründete er nach einer Erfahrung als Zeichenlehrer am Gymnasium von Lugano zusammen mit Taddeo Carloni und Emilio Rissone das CSIA, das Schulzentrum für künstlerische Industrien, dessen erster Direktor er war (1962–1975) und wo er bis zu seinem Tod 1975 im Alter von 55 Jahren Kunstgeschichte unterrichtete. Ein weiterer Lehrer an der Schule war der Maler Piergiorgio Piffaretti.
Er war Mitbegründer und Jurymitglied des Literaturpreises Libera Stampa, und diese Leidenschaft, vor allem die für Ernest Hemingway, hat ihn zu einem Experten für die afrikanische Fauna und den Stierkampf sowie für die Flora unserer Insel gemacht. Als leidenschaftlicher Fussballer und Radfahrer spielte er für die Schweizer Journalisten-Nationalmannschaft. Nicht zu vergessen ist sein tiefes soziales Engagement, das ihn zu einer langjährigen Tätigkeit in der Sozialistischen Partei und im Stadtrat und der Gemeinde Viganello führte. Nach der Spaltung von 1969 hatte er versucht, zwischen den Fraktionen der Tessiner sozialistischen Bewegung zu vermitteln; es scheint, dass er sich die Mahnung von Filippo Turati zu eigen gemacht hatte: Man muss Sozialist sein, obwohl man Sozialist ist.
Er war mit dem Dichter Umberto Bellintani und dem Maler Emilio Rissone befreundet.

## Werke

### Malerei
- Fresko im Treppenhaus des Regierungsgebäudes von Bellinzona[3]
- Fresken an den Fassaden der Häuser im Zentrum von Comologno, S. 226.[3]
- Fresken in den Kapellen der Via Crucis von Comologno, S. 227.[3]
- Candidezza Mosaik in der Kantonsbibliothek Lugano, 1941, S. 310.[3]
- Mosaik auf der Salita dei Frati vor der Kirche der Heiligen Dreifaltigkeit des Kapuzinerklosters in Lugano.

### Schriften
- Il drago si è rimboccato le maniche. Il Roccolo, Lugano 1955.
- Comignoli del Ticino. (Quaderni ticinesi vol.2). Società ticinese per la conservazione delle bellezze naturali e artistiche, Lugano 1959.
- Ferri battuti. Carminati, Locarno 1960.
- Il lungo meraviglioso viaggio. mit Rosemarie Maricelli, Edizioni Svizzere per la Gioventù (ESG), Zurigo 1961.
- Bianco e Nero artisti ticinesi del 900. Patocchi, Aldo-Toppi, Giulio-Salati, Pietro. La Toppa edizioni d’arte, Lugano 1961.
- Grotti, cantine e canvetti del Luganese. La Malcantonese, Agno 1967.
- Il pittore Corty. La vicenda umana. L’evoluzione artistica. Aurora, Lugano 1974.